# جامعة هامبورغ للتكنولوجيا
جامعة هامبورغ للتكنولوجيا (بالإنجليزية: Technical University of Hamburg)‏ هي جامعة عامة في ألمانيا أُسِّسَت عام 1978.

## إحصائيات
يبلغ عدد طلاب الجامعة 6,678 طالب.

## أشهر خريجي الجامعة
- محمد عطا هو أحد الخاطفين للطائرات وهو مصري الجنسية والعقل المدبر وأحد قادة هجمات 11 سبتمبر التي عرفت في أدبيات تنظيم القاعدة بغزوة مانهاتن يعتقد أنه كان قائد الطائرة الأول التي اصتدمت بالبرج [5]

## وصلات خارجية
الموقع الإلكتروني